# Micropanope laevimanus
Micropanope laevimanus är en kräftdjursart. Micropanope laevimanus ingår i släktet Micropanope och familjen Xanthidae. Inga underarter finns listade i Catalogue of Life.